# Saga (album)
Saga è l'album d'esordio del gruppo musicale canadese Saga, pubblicato nel 1978.

## Descrizione
"Humble Stance" è una delle poche canzoni in cui Michael Sadler suona il basso, mentre Jim Crichton suona le tastiere. Dato che è una parte regolare della scaletta dal vivo, a differenza di "It's Time" o "No Stranger", che hanno anche la stessa configurazione, i fan di solito sanno che la band sta per suonare "Humble Stance" non appena Sadler imbraccia il basso.
La copertina dell'album ha introdotto il caratteristico insetto alieno, una figura che gioca un ruolo di primo piano nella trama dei "Capitoli". La creatura è talvolta chiamata "Golden Warrior", "Goldenboy" o "Harold, the Locust".

## Tracce
Side 1
1. How Long – 4:01
2. Humble Stance – 5:50
3. Climbing the Ladder – 4:45
4. Will It Be You? – 7:13

Side 2
1. Perfectionist – 5:46
2. Give 'Em the Money – 4:25
3. Ice Nice – 6:55 (J. Crichton, J. Gilmour, M. Sadler)
4. Tired World – 7:06 (J. Crichton, M. Sadler)

## Formazione
- Michael Sadler – voce, tastiera, basso
- Ian Crichton – chitarra acustica, chitarra elettrica
- Peter Rochon – tastiera, cori, vocoder, Moog
- Jim Crichton – basso, Moog
- Steve Negus – batteria, percussioni